# Microchirita elphinstonia
Microchirita elphinstonia là một loài thực vật có hoa trong họ Tai voi. Loài này được Craib mô tả khoa học đầu tiên năm 1932 dưới danh pháp Chirita elphinstonia. Năm 2011, A.Weber & D.J.Middleton chuyển nó sang chi Microchirita.